# Robert Kurz
Pour les articles homonymes, voir Kurz.
Robert Kurz (né le 24 décembre 1943 à Nuremberg, et mort dans cette ville le 18 juillet 2012) est un théoricien allemand participant à une réinterprétation de l'œuvre de Marx au sein du courant appelé en Allemagne la « Wertkritik » (la critique de la valeur) puis la « Wert-abspaltungskritik » (la critique de la valeur-dissociation) dont il est l'un des principaux fondateurs, aux côtés de Roswitha Scholz, Ernst Lohoff, Norbert Trenkle ou Anselm Jappe.

## Biographie et œuvre
Robert Kurz vient d'une famille ouvrière ancrée à gauche (gauche non communiste). Il fait de la propagande pacifiste pendant son service militaire et participe aux « Ostermärschen », marches de protestations contre l'armement atomique dans les années 1960. Quand il s'inscrit à l'université où il étudie la philosophie, l'histoire et la pédagogie à  Nuremberg, il est davantage impliqué dans le mouvement étudiant qu'étudiant. Il participe alors à la « révolte des étudiants » en 1968 et participe aux discussions intenses au sein de la « Nouvelle gauche ». Dans les années 1970, Robert Kurz est brièvement membre de l' « Union des ouvriers communistes d'Allemagne » (KABD) dont il s'est séparé, en raison des différences de contenu théorique avec le marxisme-léninisme auxquelles il consacre un pamphlet en 1978. Il multiplie alors les rencontres en vue d'un renouveau de la théorie critique, ce qui se concrétise dans les années 1980 avec les premiers essais du courant dont il va être le principal fondateur et théoricien, la « critique de la valeur » (Wertkritik). Contributeur régulier à des journaux importants, notamment au Brésil (où il publiait une colonne régulière au journal Folha de S.Paulo) , conférencier réputé Robert Kurz choisit cependant de rester en dehors des universités et des autres institutions du savoir, et fait le choix d'une vie marginale en vivant grâce à un travail de prolétaire - notamment chauffeur de taxi pendant sept ans et surtout travailleur de nuit dans une imprimerie pour l'emballage du journal local. Auteur indépendant, il n'est pas - quoi qu'en disent certains de ses détracteurs français - attaché à un centre de recherche ou professeur d'université.
À partir des années 1980, il développe – en partant de la question des raisons structurales de l'inefficacité de l'économie du Bloc de l'Est – une critique fondamentale des formes de socialisation au fondement du monde moderne. Il prend alors le contrepied de l'affirmation sans esprit critique de la notion de travail ou de la lutte des classes par le mouvement ouvrier marxiste, et développe une critique du travail abstrait et du fétichisme de la valeur. En mars 1986, avec ses premiers compagnons de lutte (Roswitha Scholz, Peter Klein, Norbert Trenkle, Ernst Lohoff), il participe à la fondation du groupe et de la revue Marxistische Kritik [Critique marxiste], qui reprend la théorie critique marxienne de la valeur. Son premier essai théorique important sera : « Die Krise des Tauschwerts » [La crise de la valeur d'échange]. En 1990, il participe à la création du groupe et de la revue Krisis : Contributions à la critique de la société marchande, suite de Marxistische Kritik. Seul le titre change, mais ce changement a son importance. Au moment où l'Occident fête la chute de l'URSS et voit en elle le début de la victoire mondiale de l'économie de marché et de la démocratie, Kurz et ses amis font le pari inverse : la chute de l'URSS n'est que la première étape de la crise finale du capitalisme. Son livre paru en 1991 L'effondrement de la modernisation, qui connaît des échos dans la presse allemande (plusieurs milliers d'exemplaires vendus) devient rapidement un classique de la « critique de la valeur ». Au moment du « triomphe occidental » consécutif à la fin de l'U.R.S.S., Kurz défend l'idée que ses jours sont comptés et que la fin du « socialisme réel » en était seulement qu'une étape. Le système global capitaliste se dirige vers une « fin barbare ». Au-delà des premières théories marxistes de l'effondrement du capitalisme qu'il entend critiquer et dépasser parce qu'elles restent dans un entre-deux (Rosa Luxemburg, Henryk Grossmann ou Paul Mattick), Robert Kurz développe dans cet ouvrage les fondements de sa propre théorie de l'effondrement de la société mondiale moderne, qu'il développera et précisera tout au long de sa vie. En 1999, la publication avec Norbert Trenkle et Ernst Lohoff, du Manifeste contre le travail connaît un certain retentissement dans le public et marque la volonté de populariser les thèses de Krisis, tout comme la même année, la publication d'un recueil collectif Le lundi au soleil. Onze attaques contre le travail. Toujours dans cette volonté de faire partager plus largement leurs thèses, en 2001, Robert Kurz, publie Lire Marx, un choix de textes de Marx les plus importants pour le XXIe siècle, qui donnent à voir le « Marx ésotérique » auquel se réfère le courant de la « critique de la valeur ».
La douzaine de livres et les centaines d’articles que Robert Kurz a publiés se situent, grosso modo, sur deux niveaux : d’un côté, une élaboration théorique de fond, menée surtout au travers des longs essais parus dans Krisis et  Exit ! (fondée en 2004 après la séparation avec Krisis). De l’autre côté, un commentaire continuel de l’approfondissement de la crise du capitalisme et une investigation de son passé – notamment à travers sa grande histoire du capitalisme Le Livre noir du capitalisme (1999), qui fut, en dépit de ses 850 pages, un best-seller en Allemagne (L'hebdomadaire Die Zeit publiait deux comptes rendus contradictoires dont l'un indiquait le Livre noir comme la « publication la plus importante des dix dernières années »), mais aussi à la suite des attentats du 11 septembre 2001 et des guerres en Irak et Afghanistan, dans La Guerre pour l’ordre mondial : la fin de la souveraineté et les transformations de l'impérialisme à l'époque de la mondialisation (2003), Le Capital-monde : mondialisation et limites internes au système moderne de production marchande (2005), qui renouvelle de fond en comble une théorie critique radicale de la forme mondiale du rapport-capital et dans ses articles de presse. Contre les positions bellicistes de la gauche anti-allemande, Kurz publiera en 2004, L'idéologie anti-allemande. Robert Kurz rédige également des articles d'analyses de la crise capitaliste pour des journaux allemands, autrichiens, suisses et brésiliens, et anime des débats sur la critique radicale en Allemagne et au Brésil où ses thèses ont un important écho.
En 2004, les conflits personnels et des problèmes de gestion autour d'une association, créent une importante scission au sein de Krisis, et Robert Kurz, Claus Peter Ortlieb et Roswitha Scholz partent fonder la revue Exit ! Crise et critique de la société marchande. La revue Krisis, et surtout le magazine autrichien Streifzüge dirigé par le journaliste Franz Schandl, sont progressivement attaqués par Robert Kurz comme des versions délavées et inoffensives de la critique de la valeur (Streifzüge étant assimilé à une sorte de Salut les copains de la critique de la valeur). La « critique de la valeur » et sa forme de socialisation par le travail abstrait est désormais plus qu'auparavant articulée à la « dissociation-valeur » (théorisée par Roswitha Scholz dès le no 12 de Krisis, en 1992 dans son article « La valeur, c'est le mâle »). Cette théoricienne a développé la théorie de la « dissociation-valeur », en identifiant la valeur au mâle. En même temps, Kurz approfondit la critique des Lumières comme pensée du capitalisme et publie Raison sanglante. 20 thèses sur la prétendue Aufklärung  et sur les " valeurs occidentales ", un recueil d'essais sur ce thème en 2004. Parallèlement, dans les années 2000, il ne cessera d'approfondir sa refondation théorique d'une critique du capitalisme, notamment en 2012, dans Argent sans valeur. Fondements pour une transformation de la critique de l'économie politique.
Les œuvres de l'historien américain Moishe Postone ou du philosophe français Jean-Marie Vincent, développent des réflexions qui par certains aspects sont proches du courant allemand de la « Wertkritik ». En 2003, le philosophe Anselm Jappe, proche dès le début des années 1990 du groupe Krisis, présente au public français dans son livre Les Aventures de la marchandise. Pour une nouvelle critique de la valeur (Denoël), les avancées théoriques notamment issues des réflexions de Robert Kurz. En France, André Gorz, au soir de sa vie, racontait dans une de ses dernières interviews avec un grand courage intellectuel au vu de ses positions précédentes, que " Ce qui m'intéresse depuis quelques années, est la Nouvelle Interprétation de la théorie critique de Marx publiée par Moishe Postone chez Cambridge University Press. Si je peux faire un vœu, c'est de la voir traduite en même temps que les trois livres publiés par Robert Kurz ". Le dernier livre d'André Gorz, Ecologica, est ainsi fortement marqué par la « critique de la valeur » dont Robert Kurz est le principal théoricien.
Robert Kurz concentre sa réflexion sur une critique radicale du fétiche travail et de la compréhension tronquée d'une lutte des classes élevée au rang d'une lubie métaphysique, tous deux caractéristiques de l'idéologie du marxisme traditionnel qu'a incarné le mouvement ouvrier historique dans toutes ses tendances (anarchiste, stalinien, trotskyste, social-démocrate, conseilliste, etc.). Sa critique identifie dans une socialisation particulièrement abstraite (le travail abstrait), une tautologie totalitaire d'accumulation du « travail mort » qui soumet le monde physique ainsi que le monde social-symbolique à un unique principe de forme abstrait. La notion du fétichisme postule une analyse critique des principes de socialisation totalitaires de l'époque moderne.

## Publications
- Groupe Krisis (Robert Kurz, Ernst Lohoff et Norbert Trenkle), Manifeste contre le travail, UGE 10/18, 2001 (en lien, en libre téléchargement sous forme brochurée). Ce texte date de 1999.
- Robert Kurz, Lire Marx. Les textes les plus importants de Karl Marx pour le XXIe siècle. Choisis et commentés par Robert Kurz, La Balustrade, 2002 (réédition 2013).
- Robert Kurz, Critique de la démocratie balistique. La gauche à l'épreuve des guerres mondiales, Mille et une nuits, 2004,  (ISBN 978-2842059699).
- Robert Kurz, traduction: Olivier Galtier, Avis aux naufragés, Éditions Lignes, 2005,  (ISBN 978-2849380277). (Il s'agit un recueil d'articles dans lesquels Kurz utilise la critique de la valeur pour traiter de l'actualité sous divers aspects : guerre d'Irak, agrobusiness, éducation, chômage de masse… et replacer cette actualité dans son vrai cadre, le capitalisme en voie d'implosion).
- Robert Kurz, traduction: Olivier Galtier, Vies et mort du capitalisme. Chroniques de la crise, Éditions Lignes, 2011,  (ISBN 978-2355260896).
- Robert Kurz, Impérialisme d'exclusion et état d'exception, préface d'Anselm Jappe, Éditions Divergences, 2018.
- Robert Kurz, La substance du capital, préface d'Anselm Jappe, l'échappée , 2019.
- Robert Kurz, L'industrie culturelle au XXIe siècle : De l'actualité du concept d'Adorno et Horkheimer, Crise & Critique, 2020, 151 p. (ISBN 978-2490831036)
- Robert Kurz, L'Effondrement de la modernisation, Crise & Critique, 2021, 303 p. (ISBN 978-2490831098)
- Robert Kurz, Le fétiche de la lutte des classes : Thèses pour la démythologisation du marxisme, Crise & Critique, 2021, 103 p. (ISBN 978-2490831111) (avec Ernst Lohoff)
- Robert Kurz, Raison sanglante : Essais pour une critique émancipatrice de la modernité capitaliste et des Lumières bourgeoises, Crise & Critique, 2021, 260 p. (ISBN 978-2490831104)
- Robert Kurz, L'Etat n'est pas le sauveur suprême. Thèses pour une théorie critique de l'Etat, Crise & Critique, 2022, 182 p.
- Robert Kurz, Gris est l'arbre de la vie, verte est la théorie. Le problème de la pratique comme éternelle critique tronquée du capitalisme et l’histoire des gauches, Crise & Critique, 2022.
- Robert Kurz, L'Honneur perdu du travail. Le socialisme des producteurs comme impossibilité logique, Crise & Critique, 2023.
- Robert Kurz, La Montée aux cieux de l'argent, Crise & Critique, 2023.

Ses principaux ouvrages théoriques ne sont pas encore traduits en français :
- Le livre noir du capitalisme (1999).
- Guerre pour l'ordre mondial. La fin de la souveraineté et les modifications de l'impérialisme à l'ère de la mondialisation (2003)
- Le Capital-monde. Mondialisation et limites internes au système moderne de production marchande (2005)
- Argent sans valeur. Fondements pour une transformation de la critique de l'économie politique (2012).

### Articles
- « L'honneur perdu du travail. Le socialisme des producteurs comme impossibilité logique », no 25 revue Conjoncture, 1997.
- « L'expropriation du temps », journal Folha de S.Paulo, 1999.
- « Les destinées du marxisme. Lire Marx au XXIe siècle » (extrait de Robert Kurz, Lire Marx, La balustrade, 2002).
- « Ils ne le savent pas mais ils le font : le mode de production capitaliste est une fin en soi irrationnelle » (extrait de Robert Kurz, Lire Marx, La balustrade, 2002).
- « Critique et crise de la société du travail » (extraits de Lire Marx, La Balustrade, 2002).
- « Critères de dépassement du capitalisme » (extraits de Lire Marx, La Balustrade, 2002).
- « Qui est Big Brother ? George Orwell et la critique de la modernité », revue allemande Krisis, mars 2003.
- « Empire. Le monde en crise comme disneyland de la multitude. Une critique de Hardt et Negri », extrait de Les Habits neufs de l'Empire. Remarques sur Negri, Hardt, Rufin (avec Anselm Jappe), Léo Scheer et Lignes, 2003.
- « Vertus féminines. Crise du féminisme et management postmoderne », revue Exit !, 2003.
- « Le dernier stade du capitalisme d'État », septembre 2008.
- « Capital et histoire », avril 2009.
- « Le capital face à sa dynamique historique », journal Neues Deutschland, 24 avril 2009.
- « Des dépotoirs pour les créances pourries », journal Neues Deutschland, 25 juillet 2011.
- « Dopage de l'économie », journal Neues Deutschland, 19 septembre 2011.